# Пакстон (Флорида)
Пакстон (англ. Paxton) — муниципалитет, расположенный в округе Уолтон (штат Флорида, США) с населением в 656 человек по статистическим данным переписи 2000 года.

## География
По данным Бюро переписи населения США муниципалитет Пакстон имеет общую площадь в 10,36 квадратных километров, из которых 10,1 кв. километров занимает земля и 0,26 кв. километров — вода. Площадь водных ресурсов округа составляет 2,51 % от всей его площади.
Муниципалитет Пакстон расположен на высоте 97 м над уровнем моря.

## Демография
Из домашних хозяйств в 28,5 % воспитывали детей в возрасте до 18 лет, 51,7 % представляли собой совместно проживающие супружеские пары, в 13,7 % семей женщины проживали без мужей, 29,3 % не имели семей. 27,0 % от общего числа семей на момент переписи жили самостоятельно, при этом 12,9 % составили одинокие пожилые люди в возрасте 65 лет и старше. Средний размер домашнего хозяйства составил 2,49 человек, а средний размер семьи — 2,96 человек.
Население муниципалитета по возрастному диапазону по данным переписи 2000 года распределилось следующим образом: 25,5 % — жители младше 18 лет, 6,7 % — между 18 и 24 годами, 25,2 % — от 25 до 44 лет, 26,7 % — от 45 до 64 лет и 16,0 % — в возрасте 65 лет и старше. Средний возраст жителей составил 39 лет. На каждые 100 женщин в Пакстоне приходилось 88,0 мужчины при этом на каждые сто женщин 18 лет и старше приходилось 82,5 мужчины также старше 18 лет.
Средний доход на одно домашнее хозяйство составил 24 625 долларов США, а средний доход на одну семью — 35 000 долларов. При этом мужчины имели средний доход в 25 781 доллар США в год против 21 375 долларов среднегодового дохода у женщин. Доход на душу населения составил 24 625 долларов в год. 7,1 % от всего числа семей в населённом пункте и 12,3 % от всей численности населения находилось на момент переписи населения за чертой бедности, при этом 15,6 % из них были моложе 18 лет и 12,1 % — в возрасте 65 лет и старше.